# Zajedničko poreklo
Za uporabu termina u lingvistici i filologiji vidi komparativnu metodu, istorijsku lingvistiku, prajezik i tekstualnu kritiku.
Zajedničko poreklo u evolucijskoj biologiji deli grupa organizama koje povezuje zajednički predak. Postoje čvrsti dokazi da svi živući organizmi na Zemlji potiču od zajedničkog pretka, zvanog poslednji univerzalni predak ili  (od engl. last universal ancestor), odnosno poslednji univerzalni zajednički predak ili  (od engl. last universal common ancestor).
Zajedničko poreklo među organizmima različitih vrsta nastaje tokom specijacije u kojoj se uspostavljaju nove vrste od jedinstvene predačke populacije. Organizmi koji dele bližeg zajedničkog pretka bliže su srodni. Poslednji zajednički predak svih trenutno živućih organizama jeste poslednji univerzalni predak, koji je živeo pre oko 3,9 milijardi godina. Najraniji dokazi života na Zemlji jeste grafit za koji je potvrđeno da je biogen, a otkriven je na zapadnom Grenlandu u metasedimentarnim stenama starim 3,7 milijardi godina i fosili mikrobnog mata otkriveni u peščaru starom 3,48 milijardi godina pronađenom u zapadnoj Australiji. Svi trenutno živući organizmi na Zemlji dele zajedničko gensko nasleđe (univerzalno zajedničko poreklo), svaki je od njih potomak jedinstvene izvorne vrste iako je sugestija značajnog horizontalnog genskog transfera tokom rane evolucije otvorila pitanja o monofiliji života.
Univerzalno zajedničko poreklo putem evolucijskog procesa, tj. da postoji samo jedan progenitor, jedan praroditelj za sve životne oblike, prvi je predložio Čarls Darvin u svom delu O poreklu vrsta koje se završava sa: „Ima veličanstvenosti u takvom poimanju života, s različitim njegovim moćima koje su početno udahnute u nekoliko oblika ili u samo jedan oblik”. Ovu su teoriju nedavno je popularizovao Ričard Dokins, u svom delu Priča o precima, i drugi.

## Literatura
- Crombie, A. C.; Hoskin, Michael (1970). „The Scientific Movement and the Diffusion of Scientific Ideas, 1688–1751”.  Ур.: Bromley, J. S. The Rise of Great Britain and Russia, 1688–1715/25. The New Cambridge Modern History. 6. London: Cambridge University Press. ISBN 978-0-521-07524-4. LCCN 57014935. OCLC 7588392.
- Darwin, Charles (1859). On the Origin of Species by Means of Natural Selection, or the Preservation of Favoured Races in the Struggle for Life (1st изд.). London: John Murray. LCCN 06017473. OCLC 741260650. The book is available from The Complete Work of Charles Darwin Online. Retrieved 2015-11-23.
- Darwin, Erasmus (1818) [Originally published 1794]. Zoonomia; or the Laws of Organic Life. 1 (4th American изд.). Philadelphia, PA: Edward Earle.
- Harris, C. Leon (1981). Evolution: Genesis and Revelations: With Readings from Empedocles to Wilson. Albany, NY: State University of New York Press. ISBN 978-0-87395-487-7. LCCN 81002555. OCLC 7278190.
- Kant, Immanuel (1987) [Originally published 1790 in Prussia as Kritik der Urteilskraft]. Critique of Judgment. Translated, with an introduction, by Werner S. Pluhar; foreword by Mary J. Gregor. Indianapolis, IN: Hackett Publishing Company. ISBN 978-0-87220-025-8. LCCN 86014852. OCLC 13796153.
- Treasure, Geoffrey (1985). The Making of Modern Europe, 1648-1780. New York: Methuen. ISBN 978-0-416-72370-0. LCCN 85000255. OCLC 11623262.

## Spoljašnje veze
- 29+ Evidences for Macroevolution: the Scientific Case for Common Descent. Iz TalkOrigins Archivea
- The Tree of Life Web Project